# Siebenstromland

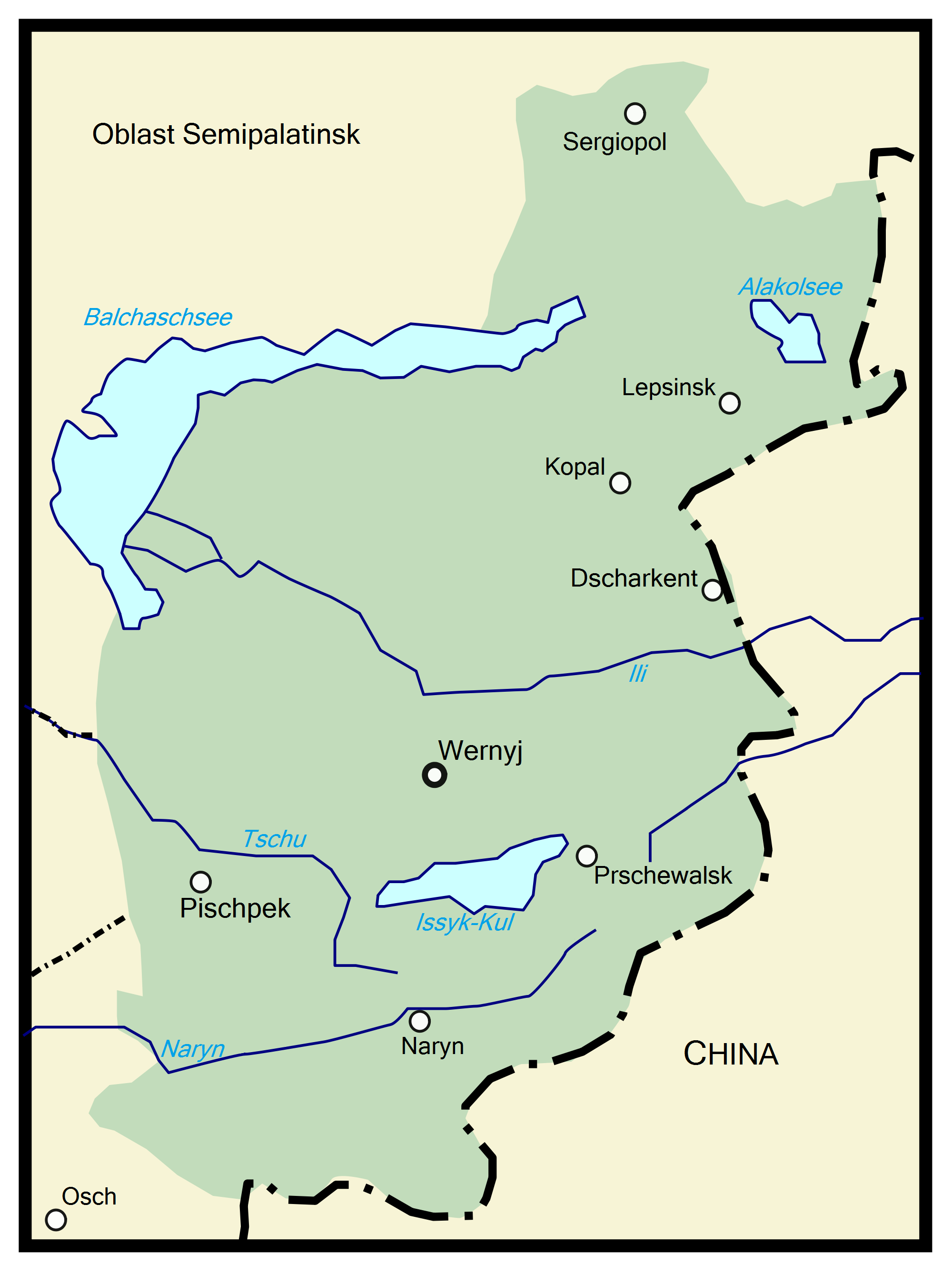
Siebenstromland um 1900 im Russischen Reich (Semiretschenskaja Oblast)

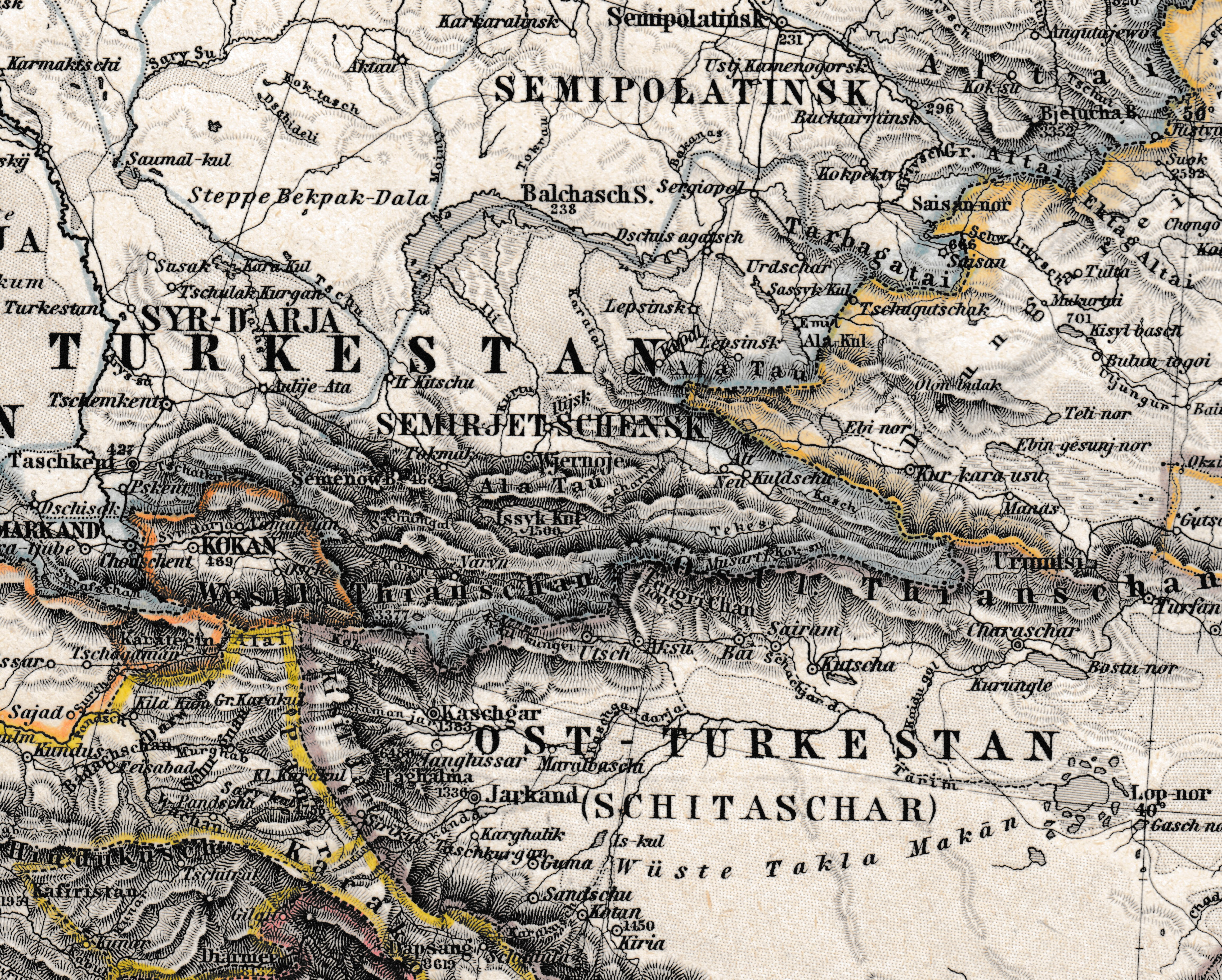
Die Region auf einer historischen Karte von 1874 (Stielers Hand-Atlas)

Das Siebenstromland (kasachisch Жетісу Schetissu; kirgisisch Жети-Суу Dscheti-Suu; russisch Семиречье Semiretschje, früher auch Ssemiretschinsk) ist der historische Name für eine Landschaft in Zentralasien.

## Geografie
Das Siebenstromland ist eine von den Bergketten des nördlichen Tianshan und des Dsungarischen Alataus zum Balchasch-, Sassykköl- und Alaköl-See geneigte Abdachungsebene. Sie ist benannt nach den sieben Hauptflüssen Ili, Qaratal, Bien, Aqsu, Lepsi, Baskan und Sarqan. Im Süden liegt der Bergsee Issyk-Kul.
An das südliche Flachufer des Balchaschsees schließen sich breite Sandwüsten (Taukum, Saryesik-Atyrau, Ljukkum) an, die von zahlreichen Trockentälern (Bakanas) durchzogen sind. Das im Wesentlichen mit Wüstenvegetation bedeckte Siebenstromland wird als Winterweide genutzt, nur im Nordwesten, im Bereich des wasserreichen Ili, wird Bewässerungsfeldbau betrieben. Die Vorgebirge sind bis in 2000 Meter Höhe von lichtem Laubwald, darüber von Nadelwald bedeckt.
Jenseits der Randgebirge liegt im Süden das Tarimbecken und im Osten erst die Dsungarische Pforte und dahinter die Dsungarei.

## Geschichte
Das Siebenstromland war Teil vieler Steppenreiche – so kam es im 5. Jahrhundert zum Reich der Rouran, ab 552 bis 630 zum Ersten Türk-Kaganat, ab 715 gewannen die Türgesch die Herrschaft, ihnen folgten ab 766 die Karluken. Verbündet mit den Karluken kamen um 840 die Kirgisen, eroberten Teile und gliederten es in ihr Kirgisisches Reich ein. Nach 1125 errichteten die Kara Kitai im Siebenstromland ihr Reich. Die Städte im Siebenstromland erreichten im 11. und 12. Jahrhundert einen Höhepunkt ihrer Größe und Bevölkerung, im 14. Jahrhundert setzte ein Rückgang ein.
Um 1220 eroberten die Mongolen das Land, später gehörte das Siebenstromland zum mongolischen Tschagatai-Khanat, dessen Macht im 16. Jahrhundert verfiel. Aus dieser Zeit stammt die Zurechnung des Gebietes zu Mogulistan. 1643 kamen die Dsungaren unter Khungtaidschi Batur ins Land und eroberten es – das Gebiet gehörte nun zum Dsungarischen Khanat. In dieser Zeit trug es auch den Namen 'West-Dsungarei'.
1755 eroberte China unter der Qing-Dynastie das Siebenstromland und besiegte die Dsungaren. Im 19. Jahrhundert übernahm Russland die Herrschaft im größten Teil des Gebietes, indem es nach Kriegen mit zentralasiatischen Khanaten das Generalgouvernement Turkestan und weitere Verwaltungsgebiete bildete. Zu diesem Generalgouvernement gehörten die Provinzen Semiretschie, Syrdarja, Fergana und Transkaspien. Um 1878 war die Provinz in vier Kreise eingeteilt: Wernoje, Kopal, Ssergiopol und Tokmak. Das Verwaltungszentrum befand sich in Wernoje (heute Almaty).
Ab 1917 gelangte das Gebiet in den Machtbereich der Sowjetunion, indem es Teil der neu errichteten Autonomen Sowjetrepublik Turkestan wurde.
Seit 1991 gehört die Region des Siebenstromlands politisch größtenteils zu Kasachstan, die südlichen und südöstlichen Randgebiete zu Kirgisistan und zum Uigurischen Autonomen Gebiet Xinjiang der Volksrepublik China.